# Sibilina pjesma
Pjesma Sibila (katalonski:  El Cant de la Sibil·la) je liturgijska drama i gregorijanski napjev čije stihove čine proročanstva iz Otkrivenja, a koja se uglavnom izvodi na Badnjak u nekim crkvama na Majorci (Baleari, Španjolska) i Algheru (Sardinija, Italija), te u nekim katalonskim crkvama na katalonskom jeziku gotovo neprekidno od srednjeg vijeka. Zbog toga je upisana na UNESCO-ov popis nematerijalne svjetske baštine u Europi 2010. god.
Postoji nekoliko verzija Pjesme Sibila, koje se razlikuju u tekstu i glazbi:
- Latinska Sibila (lat.: Judicii Signum) iz 10. ili 11. stoljeća, koja uključuje dijelove De civitate Dei Svetog Augustina.
- Provansalska Sibila iz 13. st. s utjecajima trubadurske poezije.
- Katalonska Sibila je najkasnija i najraskošnija verzija, a uključuje običaje s Baleara.

## Pjesma Sibila na Mallorci
Pjesma Sibila se izvodi na polnoćku 24. prosinca u crkvama diljem Mallorce. Pjevanje obilježava godišnje božićno bdijenje, a pjevaju ju dječak ili djevojčica u pratnji dva ili više oltarskih dječaka ili djevojčica. Tijekom pjevanja oni hodaju kroz crkvu prema oltaru, pjevačica nosi mač u svojim rukama, uspravno ispred lica, dok dječaci ili djevojčice ministranti nose svijeće. Na kraju pjesme križ se nacrta u zraku mačem. Verzija koja se pjeva na Mallorci malo se razlikuje od svojih gregorijanskih korijena: pjeva se a capella s glazbom orgulja između stihova. Kostim pjevača se obično sastoji od bijele ili tunike u boji, ponekad s čipkom oko vrata i rukava, a često se nosi s plaštom. Glava je pokrivena kapom od iste boje kao i tunika. Obred uključuje sve crkvene župe na Mallorci sa starim i mladim generacijama koje rade rame uz rame kao pjevači, tvorci nošnji, slavljenici i drugi pomagači, čime se osigurava prijenos ove baštine na nove generacije.

## Vanjske poveznice

### Mrežna sjedišta
- Stranice o Pjesmi Sibila  Arhivirana inačica izvorne stranice od 24. siječnja 2007. (Wayback Machine)
- video Pjesme Sibila u Katedrali na Mallorci 2009. god.